# Ahobilam

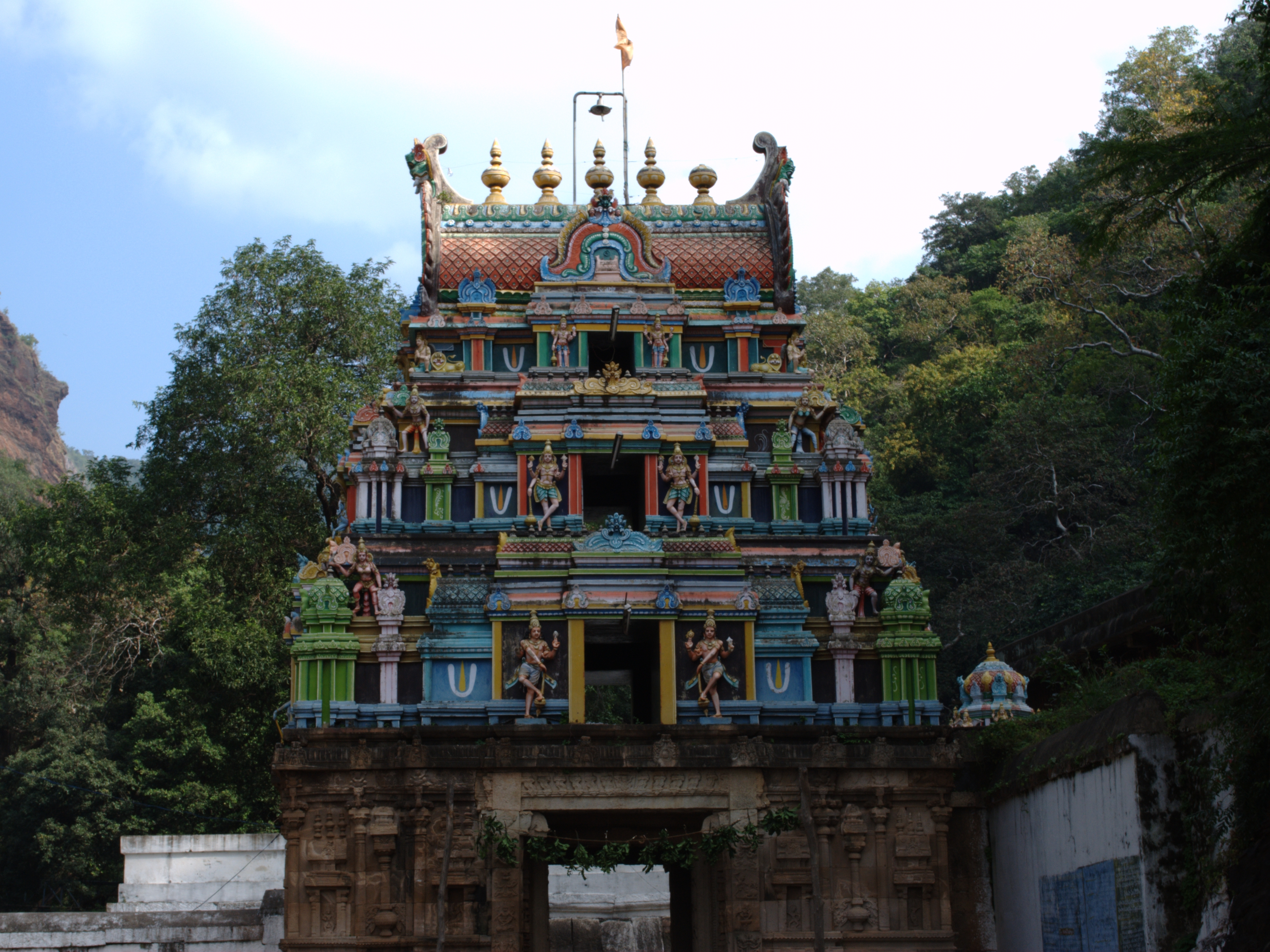
Templo de Ahobilam superior (Eguva) Gopuram, distrito de Kurnool

Ahobilam (en télugu: అహోబిలం, en hindi: अहोबिलं), también conocida como Ahobalam, está situada en Andhra Pradesh, en la India, a sólo 74 km de Nandyal en el distrito de Kurnool.
Es uno de los principales sitios de peregrinaje del sur de la India, y es uno de los 108 Divyadesams, templos dedicados a Vishnú mencionados en los trabajos de los Alvar, los doce santos vaisnavas que entre los siglos VII a X revivieron el hinduismo devocional a través del culto a Vishnú y sus avatares.
Según la leyenda, aquí es donde Narasimha hirió a Prahlada y mató al demonio Hiranyakashipu.

## Los templos y la leyenda
Hay nueve templos en el bosque de Nallamala. No todos son de fácil acceso, pues algunos se encuentran en cuevas situadas en el bosque y hay que hacer una buena caminata.
Las colinas Nallamala son personificadas como Adisesha, la reina de todas las nagas, las serpientes guardianas de los templos. La leyenda cuenta que tiene la cabeza en Tirumala, el centro del cuerpo en Ahobilam y la cola en Srisailam.
Se dice que cuando los devas vieron la manifestación de Vishnú como medio hombre y medio león gritaron "Ahobala" ("gran fuerza") y también "Ahobila"  ("gran cueva en la que se halla el sancta sanctorum"). Otra historia cuenta que, cuando Garuda hizo penitencia para ver a Vishnú en forma de Narasimha, éste tomó nueve formas diferentes en estas colinas: Varaha, Malola, Yogananda, Pavana, Karaancha, Chatra Vata, Bhargava, Jwala y Ahobila Narasimhaswamy.
Cada una de estas formas tiene una historia en la que se unen el mito y la épica.